# Nombre d'Avogadro

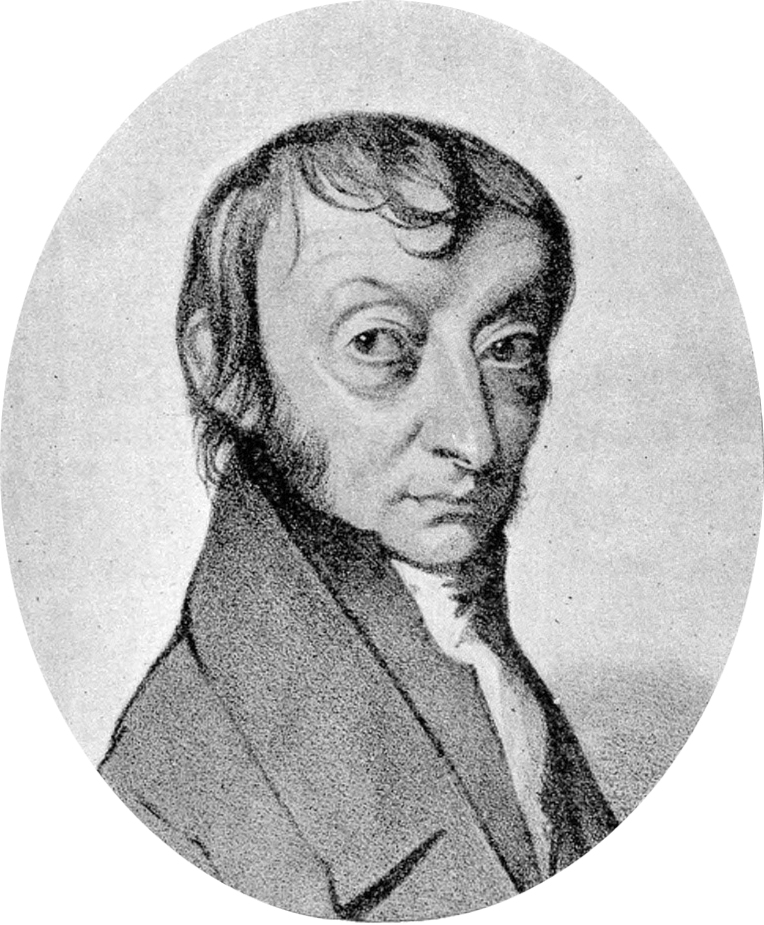
Lorenzo Romano Amedeo Carlo Avogadro (1776–1856), comte de Quaregna e Cerreto.

El nombre d'Avogadro o constant d'Avogadro, (símbol NA o L'') és una constant física fonamental que representa el nombre d'entitats elementals que hi ha en un mol.
| {\displaystyle N_{\rm {A}}=6,022\,140\,76\,\times 10^{23}\quad mol^{-1}} |

La constant d'Avogadro es pot aplicar a qualsevol entitat elemental: àtoms, molècules, ions, electrons, protons, neutrons, altres partícules, grups d'àtoms, etc. Correspon al nombre d'àtoms o molècules necessari per aplegar una massa o quantitat de matèria equivalent a la massa atòmica relativa o molecular en grams d'aquest material. Per exemple, la massa atòmica relativa del ferro és 55,847; per tant, NA àtoms de ferro tenen una massa de 55,847 grams.
El nom de nombre d'Avogadro fou emprat per primer cop en un article del 1909 pel físic francès Jean Perrin (1870–1942) en el qual el determinava a partir d'unes mesures experimentals del moviment brownià basant-se en una teoria del 1905 del físic alemany Albert Einstein (1879–1955), i en record del científic italià Amedeo Avogadro (1776–1856).
La constant d'Avogadro permet establir balanços detallats en els càlculs basats en equacions químiques, a partir de la seva relació amb la unitat de quantitat de substància, el mol: {\textstyle 1\;\mathrm {mol} =\{N_{\rm {A}}\}\;{\text{particules}}}. És un factor que permet convertir quantitats microscòpiques en quantitats macroscòpiques tant a l'electromagnetisme com a la termodinàmica. Així relaciona la càrrega de l'electró, {\textstyle e}, microscòpica, amb la càrrega elèctrica macroscòpica mitjançant la relació {\textstyle F=N_{\rm {A}}\cdot e}, on {\textstyle F} és la constant de Faraday, connecta la termodinàmica estadística amb la termodinàmica a través de l'expressió {\textstyle R=N_{\rm {A}}\cdot k_{\rm {B}}}, on {\textstyle R} és la constant dels gasos i {\textstyle k_{\rm {B}}} la constant de Boltzmann. La constant molar de Planck {\textstyle N_{\rm {A}}\cdot h} es pot determinar fàcilment per mesura de la constant de Rydberg {\textstyle R_{\infty }=\alpha ^{2}\cdot M_{\rm {e}}\cdot c/(2\cdot N_{\rm {A}}\cdot h)} on {\textstyle \alpha } és la constant d'estructura fina, {\textstyle M_{\rm {e}}} és la massa molar de l'electró, {\textstyle c} la velocitat de la llum i {\textstyle h} la constant de Planck, per tant la mesura precisa de la constant d'Avogadro permet determinar amb precisió la constant de Planck.

## Història

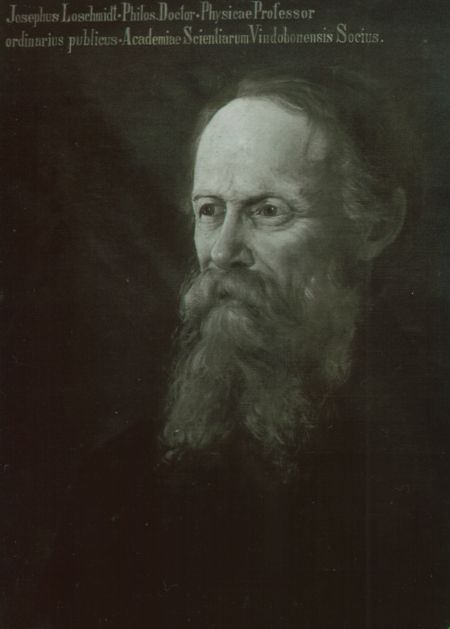
Johann Josef Loschmidt (1821-1895)

Inspirat per la teoria cinètica molecular dels gasos, el científic italià Amedeo Avogadro proposà una hipòtesi el 1811, amb la finalitat de descriure les reaccions químiques com un procés atòmic entre els àtoms o molècules. Aquesta hipòtesi diu que en volums iguals de diferents gasos, sota les mateixes condicions de pressió i temperatura, contenen el mateix nombre de molècules. Des de ben prest els científics s'interessaren per calcular el nombre de molècules contingudes una determinada quantitat de matèria.

### Estimacions a partir de la teoria cinètica dels gasos
El primer científic que intentà aquest càlcul fou el físic i químic austríac Johann Josef Loschmidt (1821-95). El 1865 treballant sobre la teoria cinètica dels gasos, calculà per primera vegada el valor exacte de les dimensions de les molècules de l'aire, derivat de les estimacions de diàmetres moleculars i la longitud mitjana de camí lliure. Amb aquest valor estimà el nombre de molècules que hi ha en un centímetre cúbic d'aire, que s'anomena constant de Loschmidt, d'on es pot obtenir el nombre d'Avogadro, essent NA ≈ 72 × 1023 mol–1.

### Estimacions a partir de solucions líquides
A partir de mesures del moviment brownià, fonamentades en un treball del físic alemany Albert Einstein (1879-1955) del 1905, portaren al francès Jean Perrin (1870–1942) a una determinació més precisa el 1909, establint un valor NA ≈ 6,7 × 1023 mol–1.

### Estimacions a partir del recompte de partícules alfa
Altres mètodes desenvolupats en els anys següents es basen en el recompte de partícules alfa emeses pel radi o l'urani el 1909 pel físic britànic Ernest Rutherford (1871-1937) que obtingué un valor NA ≈ 6,16 × 1023 mol−1.

### Estimacions a partir de la càrrega elemental
En l'experiment de la gota d'oli del físic nord-americà Robert Andrews Millikan (1868–1953) del 1917 que li permeté determinar la càrrega elemental i obtingué el valor NA ≈ 6,064 (6) × 1023 mol–1.

### Estimacions a partir de les monocapes moleculars
En les investigacions de monocapes moleculars en líquids de Pierre Lecomte du Noüy (1883–1972) del 1924 que aconseguí, emprant una balança de tensió superficial que havia dissenyat, NA ≈ 6,004 × 1023 mol–1.

### Estimacions a partir dels espais de la xarxa cristal·lina

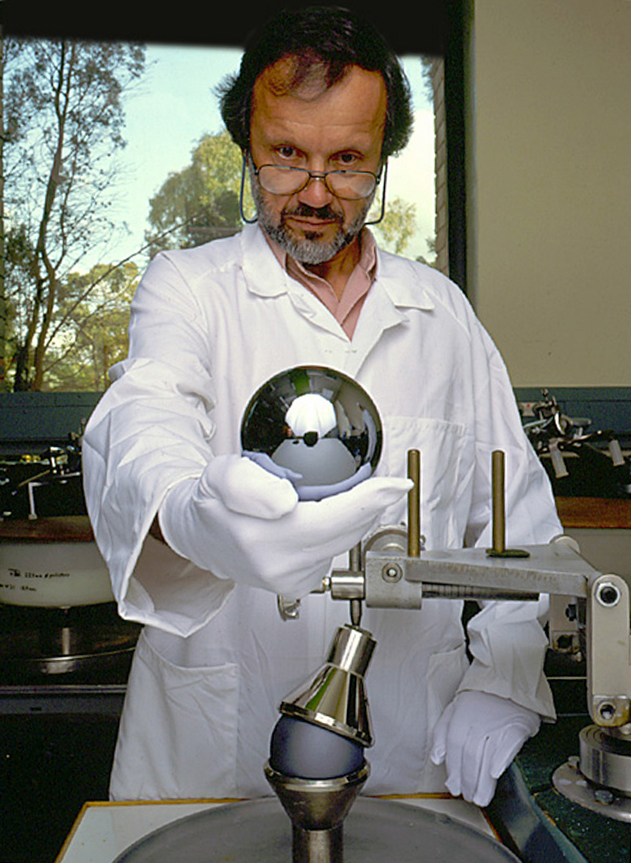
Esfera de 93,6 mm de diàmetre, amb una desviació de l'esfericitat de només 35 nm, fabricada amb un monocristall de silici, per al Projecte Avogadro

El mètode més precís emprat en l'actualitat fou introduït per William Henry Bragg (1862–1942) i el seu fill William Lawrence Bragg (1890–1971) el 1913. Fa ús de la difracció de raigs X per a la determinació de les distàncies interatòmiques d'una xarxa cristal·lina, la qual cosa permet calcular la constant d'Avogadro emprant també l'arranjament de la xarxa cristal·lina, la densitat del cristall i la massa atòmica relativa dels àtoms que el constitueixen. El 1931 el nord-americà Joyce Alvin Bearden (1903-86) determinà un valor NA ≈ 6,019 (3) × 1023 mol–1 emprant un cristall de calcita. La precisió d'aquest mètode ve molt limitada per la imperfecció dels cristalls. L'obtenció de monocristalls perfectes de silici permeté a U. Bonse i M. Hart, el 1965, millorar aquesta tècnica emprant interferometria de raig X.

## Determinacions actuals
Actualment s'estudia un nou enfocament per a redefinir la unitat de massa del Sistema Internacional, el quilogram, amb l'objectiu de canviar-ne la definició el 2018, ja que el patró internacional actual de quilogram pot variar la seva massa amb el temps. En el sistema actual, NA àtoms de carboni 12 (12C), pesen exactament 12 g. Si hom els divideix per 12 la massa resulta ser d'1 g. D'aquesta manera, el quilogram podria ser definit com:
{\displaystyle m(\mathrm {kg} )=1000\cdot {\frac {\{N_{\rm {A}}\}\;{}^{12}\mathrm {C} }{12\;{}^{12}\mathrm {C} }}}
Perquè aquesta redefinició es pugui fer, cal que el valor de NA sigui conegut amb una incertesa relativa de 2·10–8. Per aquest motiu s'ha iniciat el Projecte Internacional Avogadro. Així, al Centre Australià d'Òptica de precisió, s'han fabricat dues esferes de silici monocristal·lí altament enriquides (99,995%) amb l'isòtop28 Si, anomenades AVO28# 5 i AVO28#8, gairebé perfectes. El silici s'ha triat perquè existeix tecnologia molt avançada per a produir-ne monocristalls en la indústria dels semiconductors per als equips electrònics. El mètode consisteix a mesurar mitjançant interferometria de raigs X, amb molta precisió, el valor del costat {\textstyle a} de la cel·la unitat del cristall de silici, la qual cosa permetrà determinar la constant d'Avogadro, {\textstyle N_{\rm {A}}}, a partir de la fórmula:
{\displaystyle N_{\rm {A}}={\frac {n\cdot M}{\rho \cdot a^{3}}}}on:

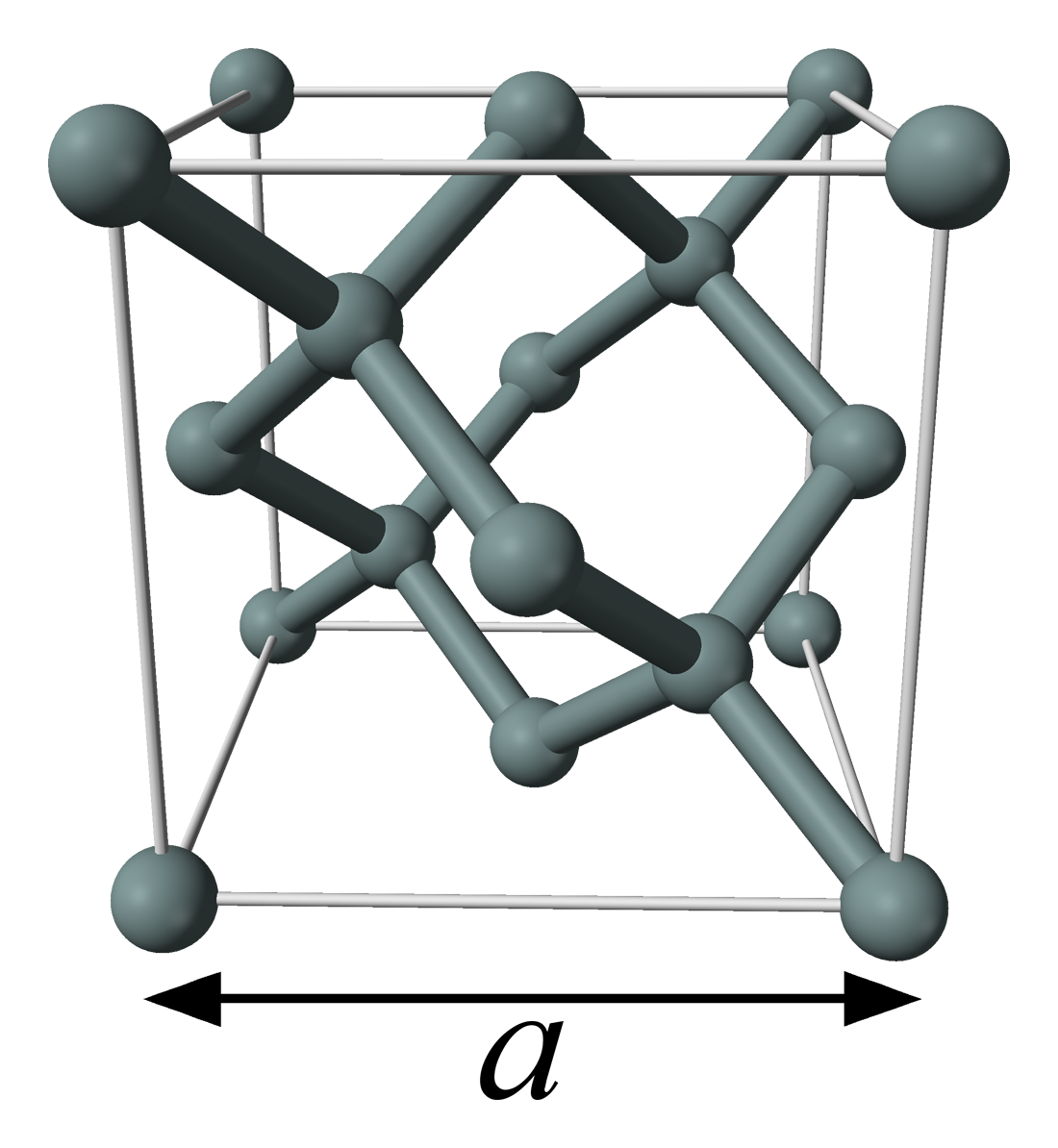
Cel·la unitat del silici

- {\textstyle n}, nombre d'àtoms de la cel·la unitat, per al silici val 8.
- {\textstyle M}, massa molar del silici determinada per espectrometria de masses.
- {\textstyle \rho }, densitat del silici. Es calcula a partir de la relació {\displaystyle \rho =m_{\rm {esf}}/V_{\rm {esf}}}. La massa de l'esfera, {\textstyle m_{\rm {esf}}}, es determina comparant-la amb el patró internacional de quilogram. El volum es calcula a partir del radi de l'esfera, {\textstyle r_{\rm {esf}}}, aplicant la fórmula del volum d'una esfera, {\textstyle V_{\rm {esf}}={\tfrac {4}{3}}\pi r_{\rm {esf}}^{3}}, per la qual cosa és determinant la perfecció de l'esfericitat.
- {\textstyle a}, costat del cub de la cel·la cristal·lina, determinat per interferometria de raigs X.

Aquesta expressió s'obté a partir de la densitat del silici:
{\displaystyle \rho ={\frac {m}{V}}={\frac {z\cdot M}{a^{3}}}={\frac {n/N_{\rm {A}}\cdot M}{a^{3}}}}on {\textstyle z} és el nombre de mols de silici.
El darrer valor obtingut (2011) amb aquest mètode és {\textstyle N_{\rm {A}}=6,022\,140\,78\,(18)\times 10^{23}\quad {\rm {mol^{-1}}}}.
La 26a Conferència General de Pesos i Mesures, que tengué lloc a Versalles el novembre de 2018 acordà fixar definitivament el valor de la constant d'Avogadro, amb l'entrada en vigor el 20 de maig de 2019, en el valor exacte:
{\displaystyle N_{\rm {A}}=6,022\,140\,76\,\times 10^{23}\quad {\rm {mol^{-1}}}}